# Полувелосипед
Полувелосипед — это одноколесный, или иногда двухколесный, велосипед прицеп, предназначенный для перевозки одного или нескольких детей в положениях, которые близко напоминают велосипедиста. Его можно охарактеризовать как «задняя половина велосипеда». Пассажир, сидящий на полувелосипеде, как правило, имеет сиденье, руль и педали. Некоторые модели могут складываться для более компактного хранения.

## История
Полувелосипед был запатентован Канадским предпринимателем Делбертом Адамсом. Адамс начал изготовление велосипедного прицепа, «Trail-a-Bike», и начал продавать их в начале 1990-х годов, хотя та же концепция была придумана ранее, по крайней мере, еще в 1930-х годах Ранном Трейлером.

## Конфигурация
Полувелосипеды бывают различных конфигураций. Они включают в себя вертикальное расположение сиденья и расположение сиденья лежа, как с  «Weehoo iGo». Полувелосипеды были доступны в одноместной конфигурации и так же двухместной, сиденья располагались друг за другом. Они могли иметь один привод и более. Тормоза на них присутствовали редко.

## Присоединение
Прицеп крепится к велосипеду на подседельную трубу или на специальные задние стойки, что позволяет поворачивать. Кроме того механизм может вращаться с помощью подседельной трубы, служащей опорой. Данные присоединения могут быстро разбираться для отсоединения прицепа.

## Вариации
С помощью «Trail-Gator» фаркопа можно сделать полувелосипед из обычного велосипеда.

## Галерея

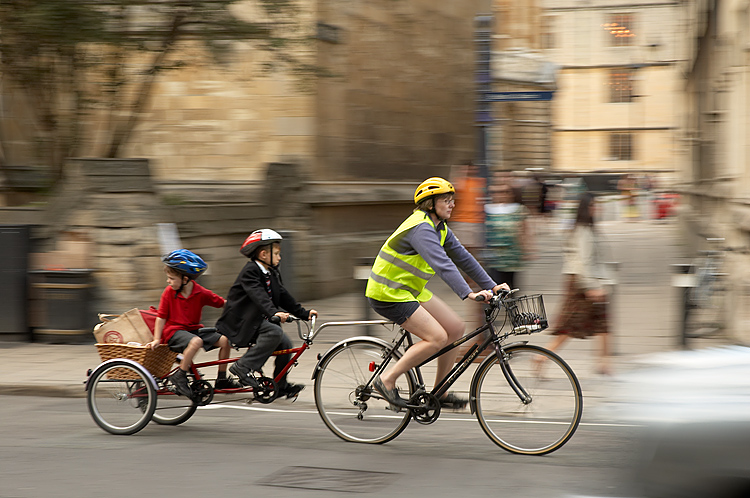
Взрослый и двое детей используют двухколесный, духместный полувелосипед
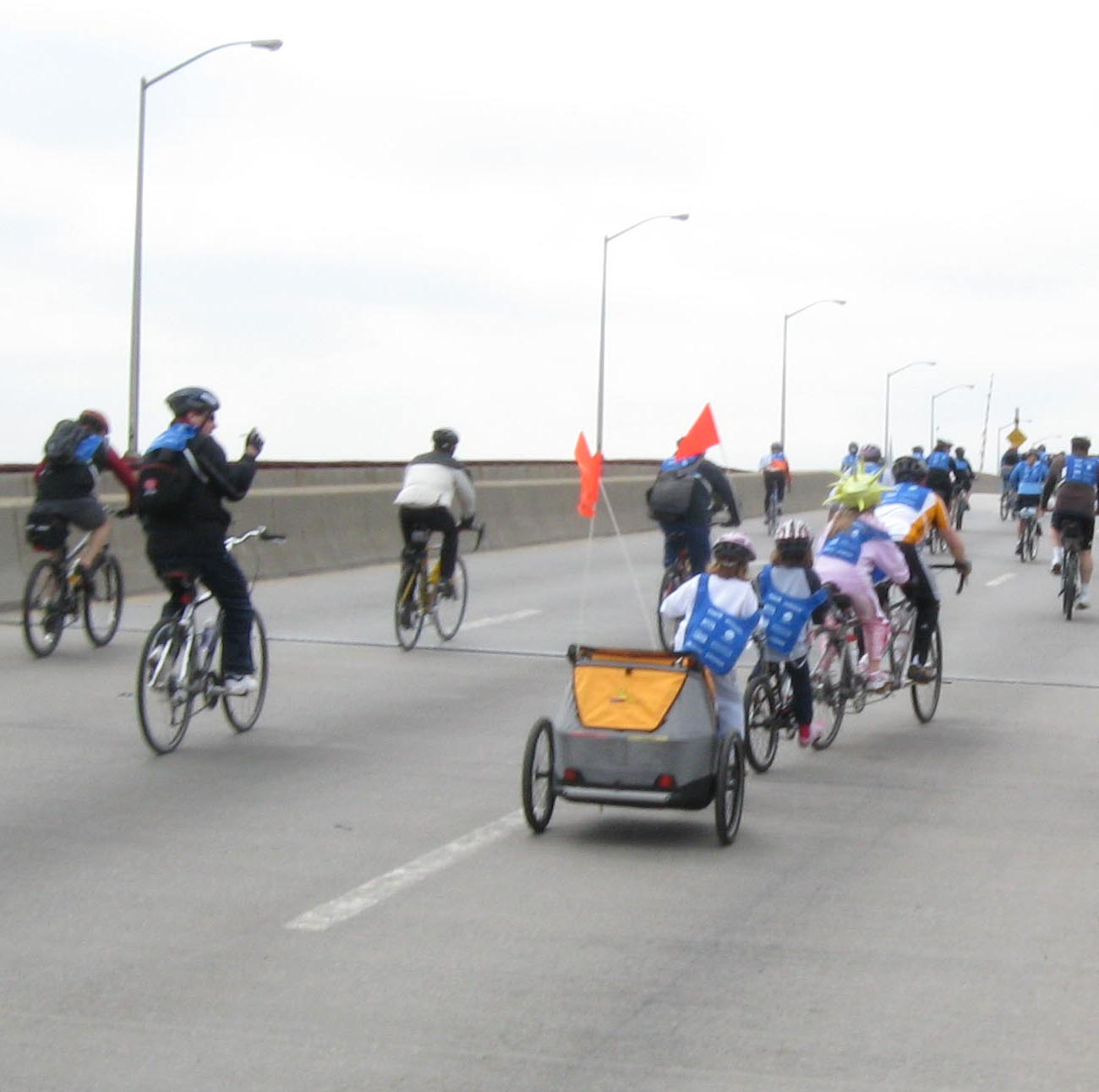
Двухместный велосипед+двухместный полувелосипед+плюс грузовой прицеп
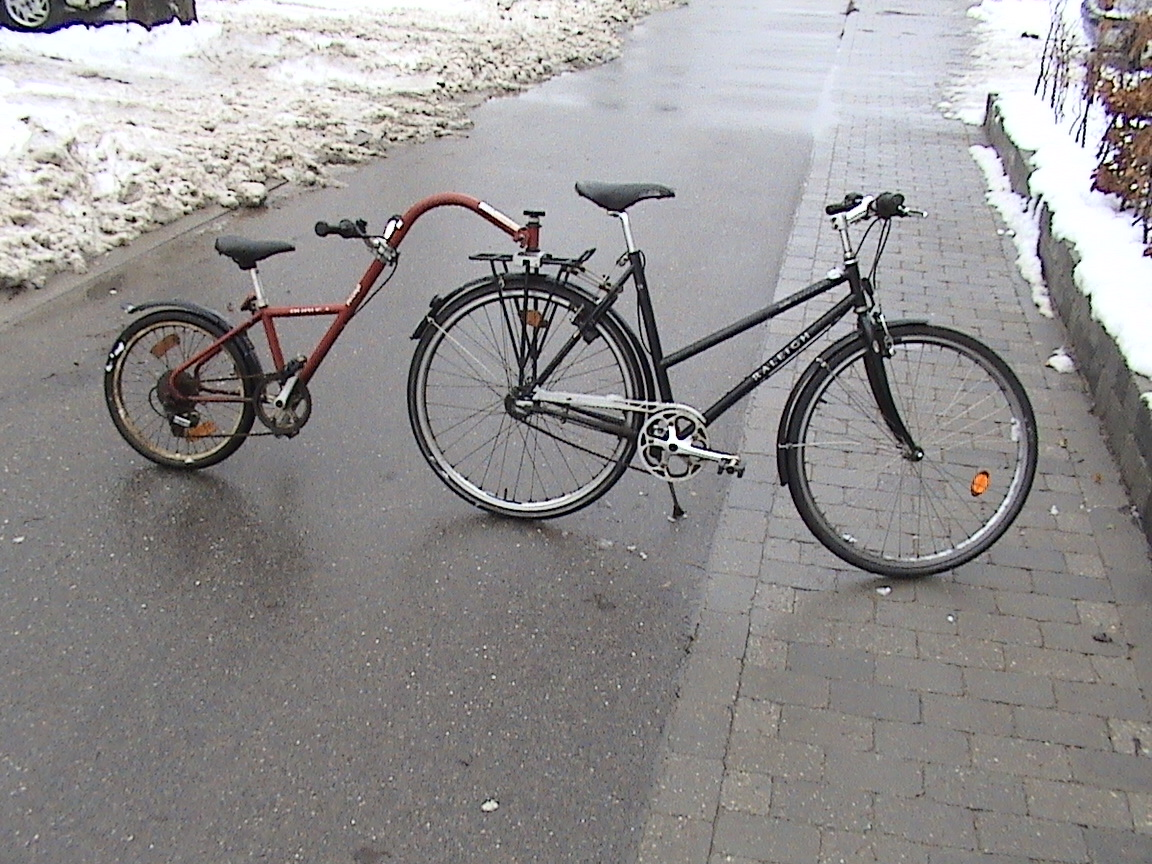
Альтернативное крепление
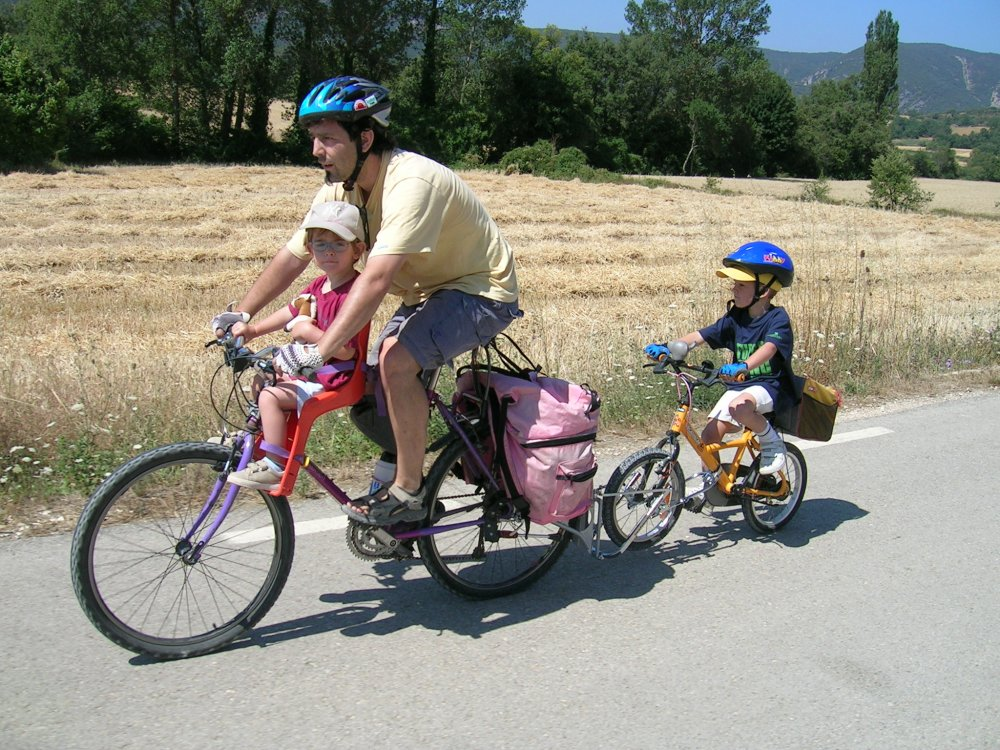
крепление для обычного велосипеда